# روی فان در برخ
روی فان در برخ (هلندی: Roy van den Berg؛ زادهٔ ۸ سپتامبر ۱۹۸۸) دوچرخه‌سوار اهل هلند است.
وی در مسابقات کشوری و بین‌المللی در مجموع برندهٔ ۱ مدال نقره شده‌است.